# Only the Horses
«Only the Horses» es una canción de la banda estadounidense de pop Scissor Sisters. Es el segundo sencillo de su cuarto álbum de estudio, Magic Hour. Fue estrenado el 6 de abril de 2012 por la BBC Radio 1, y lanzado en formato digital y distribuido por iTunes el 13 de abril de 2012; una edición que contiene versiones remixadas fue lanzada para el Reino Unido el 13 de mayo de 2012. Cuenta con la colaboración del productor escocés Calvin Harris y el alemán Alex Ridha, más conocido como Boys Noize.

## Video musical
El video musical fue dirigido por Lorenzo Fonda y lanzado 19 de abril de 2012. Muestra a los miembros de la banda cubiertos de pintura, mientras que una manada de caballos, galopando en cámara lenta, a través del desierto, con una cuerda para arrojar la pintura sobre ellos.

## Lista de canciones
| Reino Unido – (Single) |                   |          |  |
| N.º                    | Título            | Duración |  |
| 1.                     | «Only the Horses» | 3:38     |  |

| Reino Unido – (EP) |                                                    |          |  |
| N.º                | Título                                             | Duración |  |
| 1.                 | «Only the Horses»                                  | 3:43     |  |
| 2.                 | «Only the Horses» (Calvin Harris Extended Mix)     | 4:32     |  |
| 3.                 | «Only the Horses» (Max Sanna & Steve Pitron Remix) | 7:27     |  |
| 4.                 | «Magic Hour Medley»                                | 4:28     |  |

| Reino Unido – (Sencillo en vinilo) |                                                         |          |  |
| N.º                                | Título                                                  | Duración |  |
| 1.                                 | «Only the Horses» (Radio Edit)                          | 3:42     |  |
| 2.                                 | «Only the Horses» (Calvin Harris Extended Mix)          | 4:28     |  |
| 3.                                 | «Only the Horses» (Max Sanna & Steve Pitron Radio Edit) | 3:47     |  |
| 4.                                 | «Only the Horses» (Max Sanna & Steve Pitron Club Mix)   | 7:23     |  |

| Estados Unidos – (Promo CDR) |                                                         |          |  |
| N.º                          | Título                                                  | Duración |  |
| 1.                           | «Only the Horses» (Max Sanna & Steve Pitron Radio Edit) | 3:49     |  |
| 2.                           | «Only the Horses» (Cyantific & Dimension Remix)         | 4:20     |  |
| 3.                           | «Only the Horses» (Horsepower Mix)                      | 6:47     |  |
| 4.                           | «Only the Horses» (Kabuki Cheerleader Mix)              | 6:20     |  |
| 5.                           | «Only the Horses» (Kabuki Cheerleader War Dub)          | 5:49     |  |
| 6.                           | «Only the Horses» (Louis Brodinski Remix)               | 4:38     |  |

## Posicionamiento en listas y certificaciones
| Listas (2012)                               | Mejor posición |
| ------------------------------------------- | -------------- |
| Bélgica (Flandes) (Ultratop 50)             | 37             |
| Bélgica (Valonia) (Ultratip Bubbling Under) | 33             |
| Escocia (Official Charts Company)           | 7              |
| Estados Unidos (Hot Dance Club Songs)       | 5              |
| Irlanda (IRMA)                              | 32             |
| Italia (FIMI)                               | 5              |
| Japón (Japan Hot 100)                       | 21             |
| Reino Unido (UK Singles Chart)              | 12             |

| País   | Organismo certificador | Certificación | Ventas |
| ------ | ---------------------- | ------------- | ------ |
| Italia | FIMI                   | Disco de Oro  | 15.000 |

## Historial de lanzamientos
| País          | Fecha               | Formato  | Discográfica |
| ------------- | ------------------- | -------- | ------------ |
| Australia     | 13 de abril de 2012 | Sencillo | Polydor      |
| Finlandia     | 13 de abril de 2012 | Sencillo | Polydor      |
| Francia       | 13 de abril de 2012 | Sencillo | Polydor      |
| Japón         | 13 de abril de 2012 | Sencillo | Polydor      |
| Nueva Zelanda | 13 de abril de 2012 | Sencillo | Polydor      |
| Noruega       | 13 de abril de 2012 | Sencillo | Polydor      |
| España        | 13 de abril de 2012 | Sencillo | Polydor      |
| Suecia        | 13 de abril de 2012 | Sencillo | Polydor      |
| Suiza         | 13 de abril de 2012 | Sencillo | Polydor      |
| Australia     | 13 de mayo de 2012  | EP       | Polydor      |
| Alemania      | 13 de mayo de 2012  | EP       | Polydor      |
| Irlanda       | 13 de mayo de 2012  | EP       | Polydor      |
| Nueva Zelanda | 13 de mayo de 2012  | EP       | Polydor      |
| Reino Unido   | 13 de mayo de 2012  | EP       | Polydor      |